# Train de nuit
Pour les articles homonymes, voir Train de nuit (homonymie).

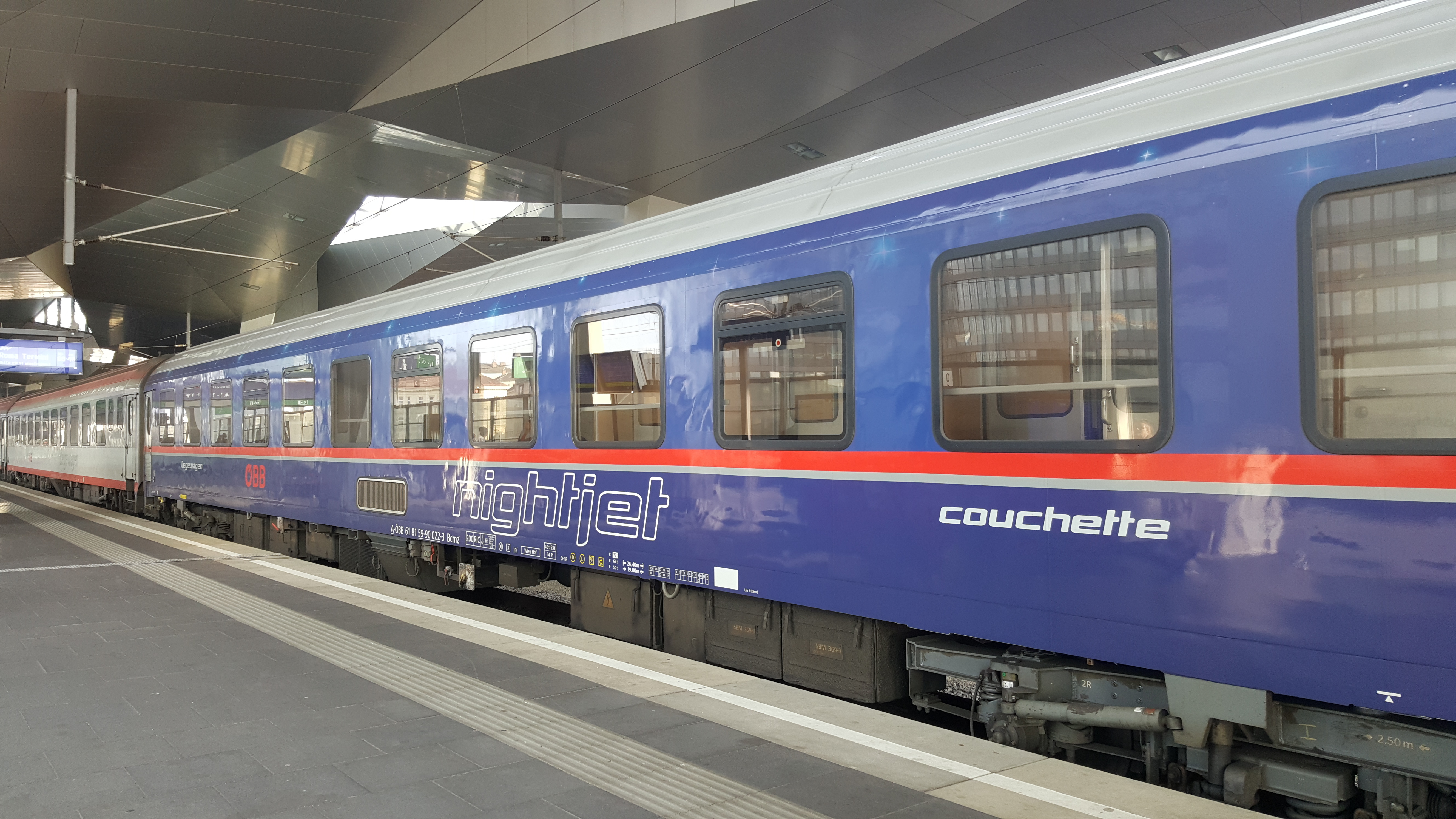
Voiture Nightjet en gare de Vienne

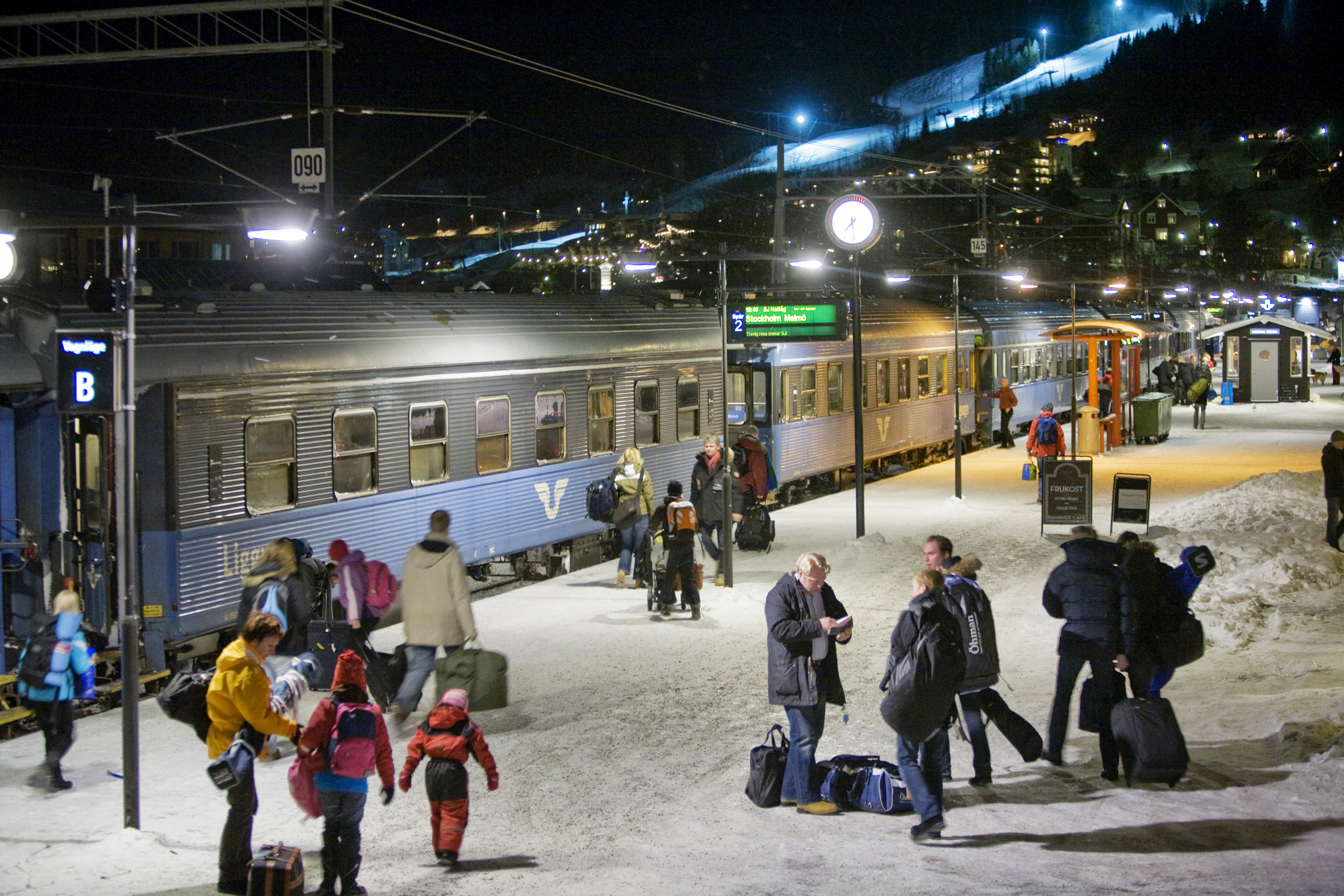
Train de nuit Storlien - Stockholm - Åre

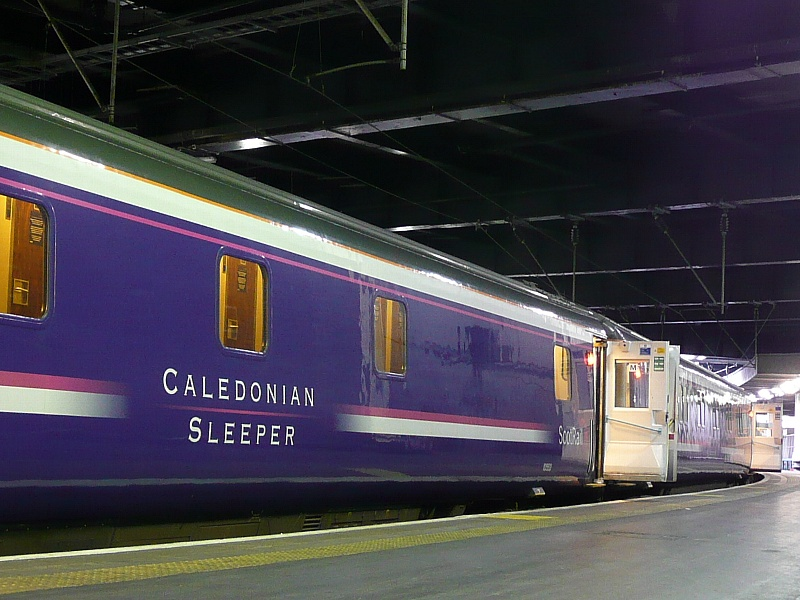
Le Caledonian Sleeper à Londres pour l'Ecosse.

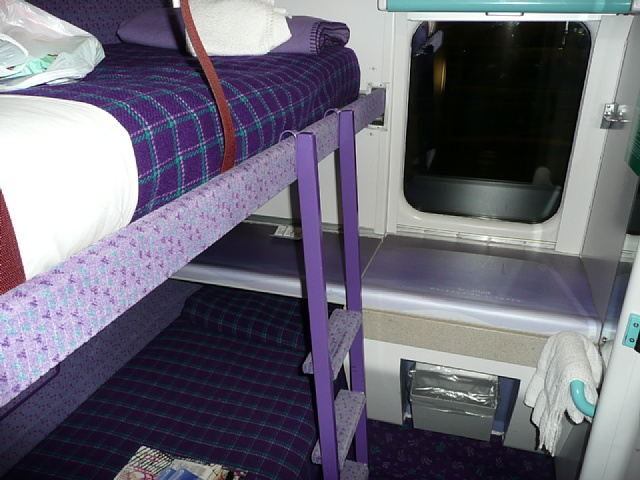
Interieur d'un compartiment pour deux personnes du Caledonian Sleeper

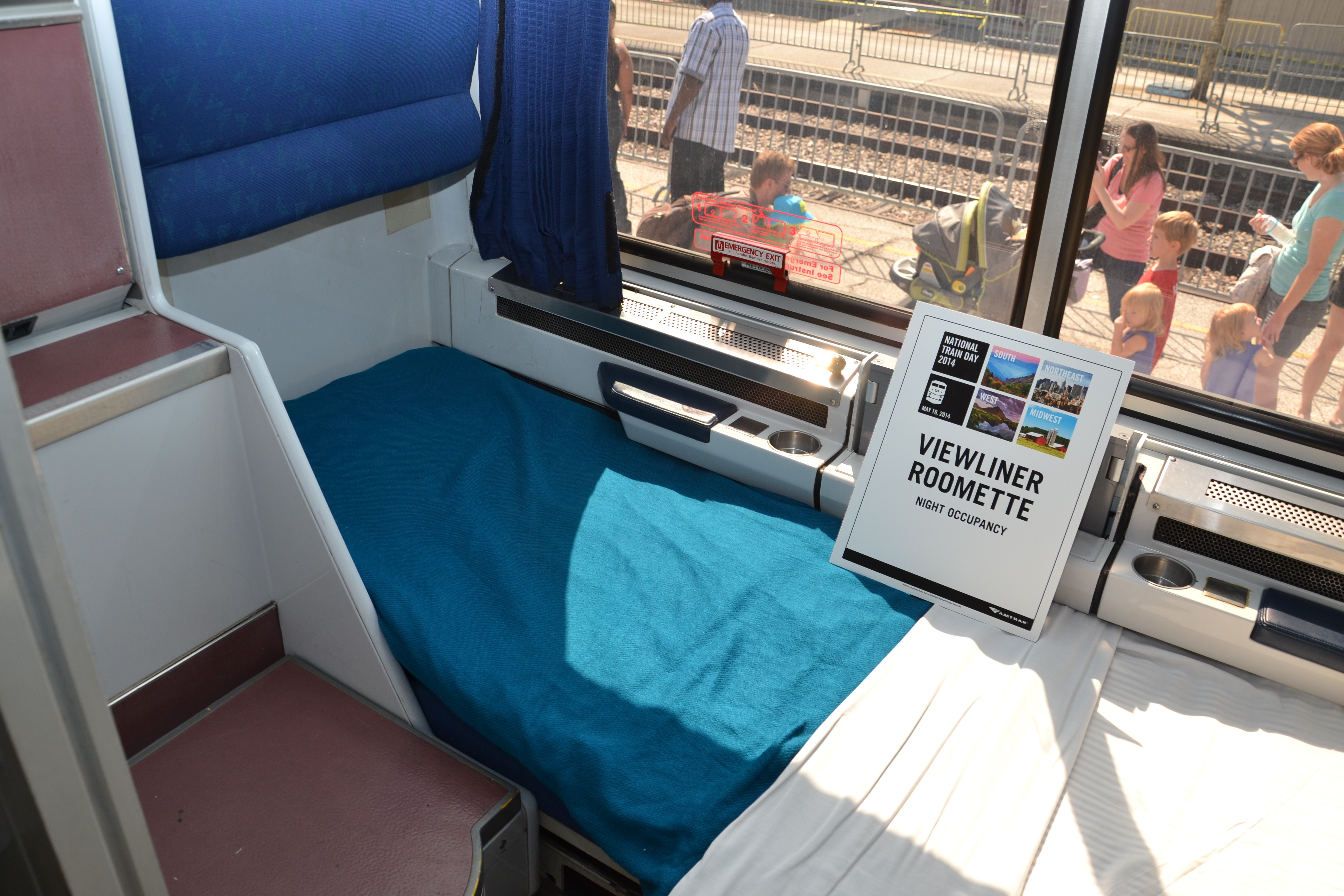
Train Silver Star entre New York et Miami, exploité par Amtrak, à la gare Tampa Union Station.

Un train de nuit est un train circulant la nuit et comportant des places couchées pour les voyageurs. Le train de nuit se distingue des autres trains de grandes lignes par son trajet parcouru pendant la nuit, souvent à vitesse modérée et avec peu d'arrêts intermédiaires. L’objectif est de permettre au voyageur d’effectuer un long parcours pendant son sommeil. Ce train comporte souvent des voitures directes se dirigeant vers différentes destinations, ce qui évite d’avoir à changer de train pendant la nuit.
Les trains de nuit peuvent comporter :
- des voitures-lits avec des cabines comportant de un à quatre lits et un lavabo ; certains aménagements peuvent proposer également une douche ou des toilettes dans la cabine ;
- des voitures-couchettes, avec quatre (en première classe) ou six couchettes (en deuxième classe) par compartiment ;
- des voitures avec sièges inclinables ;
- des voitures avec places assises ;
- une voiture-bar ou une voiture-restaurant, permettant de prendre le repas du soir et le petit déjeuner à bord ;
- des voitures sans compartiment, les couchettes étant séparées par des rideaux (ces voitures ne circulent plus en Europe occidentale).

Certains trains de nuit transportent également les automobiles et les motos (service auto-train).
Après avoir connu son apogée en Europe des années 1930 aux années 1970, le service des trains de nuit, concurrencé par le TGV, l'avion et la route, et négligé par les exploitants ferroviaires, a beaucoup décliné jusqu'à sa suppression en Allemagne en 2016 et sa limitation à 3 ou 4 relations irrégulièrement exploitées en France en 2017.
Le succès des trains Nightjet exploités par la compagnie autrichienne ÖBB après reprise de la branche déficitaire des trains de nuit abandonnée en 2016 par les chemins de fer allemands semble cependant montrer l'existence d'une clientèle et la viabilité économique de cette activité.[réf. nécessaire]
En outre, en raison d'une consommation d'électricité en heures creuses et d'une vitesse réduite, le train de nuit affiche un bilan carbone meilleur que celui du TGV.

## En France

### Dix-neuvième siècle
Les trains ont roulé la nuit dès la création dans les années 1850 de lignes à longue distance car les trajets trop longs ne pouvaient être parcourus que de jour et de nuit. Cependant, il n’existait pas de matériel particulier. En 1870 le chemin de fer reliait les capitales européennes mais les conditions de voyage sur ces relations étaient pénibles en raison de l'absence de places couchées et des longues attentes aux changements de trains entre différentes compagnies et lors des formalités douanières.
La Compagnie internationale des wagons-lits et des Grands Express Européens) (CIWL) fut créée dans ce contexte en 1872 par l'homme d'affaires belge Georges Nagelmackers.
Cette société s'inspirait du modèle des trains de nuit lancés aux États-Unis par la société du colonel Pullman, avec lequel il s'associa dans les premiers temps. Il fit construire les premières voitures-lits et voitures-restaurant d'Europe.

### Début duXXesiècle

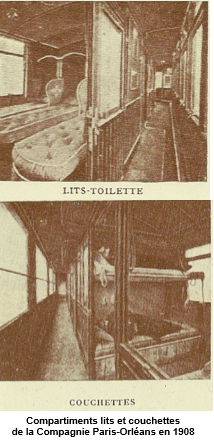
Lits et couchettes sur les express du réseau Paris-Orléans en 1908

La plupart des trains de nuit sont assez lents avec nombreux arrêts, ainsi une durée de trajet de nuit en 1914 de Paris à Bordeaux de 12 heures contre 7 h 21 de jour pour l'express le plus rapide, et transportent les voyageurs en places assises.
Seuls quelques grands express comportent des voitures-lits et des couchettes. En 1908, quelques trains de la compagnie Paris-Orléans comportent des compartiments de trois-lits avec toilettes et lavabos et des compartiments-couchettes à quatre places.

### Entre-deux-guerres
L'accroissement des vitesses permet de relier l'ensemble du territoire français de Paris aux villes les plus éloignées en voyages d'une durée maximum de 12 à 15 heures. C'est à cette époque que le voyage de nuit en tant que tel se développe avec des trains comportant des places couchées (voitures lits et couchettes) accessibles aux 2 premières classes (la troisième ne sera supprimée qu'en 1956) et également des places-assises. La desserte de certaines lignes secondaires est assurée par trains de nuit à tranches multiples.

### De l'après-guerre au début des années 1960
La SNCF met en place une desserte par trains lourds, peu fréquents, pour beaucoup à tranches multiples avec dissociations-recompositions dans les gares de bifurcations et assez lents sauf quelques trains de prestige.
En complément de rares trains diurnes sur les radiales (un train d'affaires sur les grandes liaison et 1 ou 2 express directs quotidiens) et les transversales, des trains de nuit lents assurent de multiples missions : services de la poste et des bagages, desserte locale de fin de soirée et de début de matinée, avec des arrêts multiples et prolongés. Ces trains comportent, pour la plupart, des couchettes et des places assises, et ceux desservant des concentrations touristiques et des centres d'affaires également des voitures-lits. Sur quelques relations relativement courtes comme Paris-Rennes ou Paris-Nantes, les trains stationnent plusieurs heures au départ et à l'arrivée pour permettre une nuit complète. Il existe des trains de nuit uniquement en places assises sur distances moindres comme Paris-Tourcoing ou Paris-Cherbourg.

### Années 1960 et 1970
Des dessertes secondaires sont supprimées par exemple Paris-Le Puy, Paris-Bellegarde, en saison Paris-Dinard, certains trains sont spécialisés en places couchées, couchettes et wagons-lits mais le seul train de luxe composé exclusivement de voitures-lits est le train bleu Paris-Vintimille qui circulera jusqu'en décembre 2007.
Des trains internationaux uniquement en places couchés sont mis en place de Paris à Rome, Venise, Madrid et Barcelone.
Un service de trains auto-couchettes est mis en place à partir de 1956 et des trains de neige circulent pendant la saison de sports d'hiver.
Au cours de cette période, de 1965 à 1980, le trafic en voyageurs-kilomètres des trains de nuit a doublé et sa part dans le trafic voyageurs de la SNCF est passée de 12 à 16 %. Cette évolution s'est faite au profit des couchettes de seconde classe avec une stagnation du trafic en voitures-lits.

### Déclin à partir des années 1980
L'ouverture des lignes de TGV a amené le déclin du trafic de nuit mais le réseau desservi en trains-couchettes restait assez développé à la fin du siècle.
En France, la SNCF a fait circuler, dans les années 1980, des voitures couchettes dénommées cabine-8 avec douze compartiments de huit places par compartiment, la disposition et la forme des « sièges » adaptés à la position allongée, grâce à une imbrication dans le sens vertical et transversal, permettant d'utiliser au maximum l'espace disponible.

### Vingt-et-unième siècle

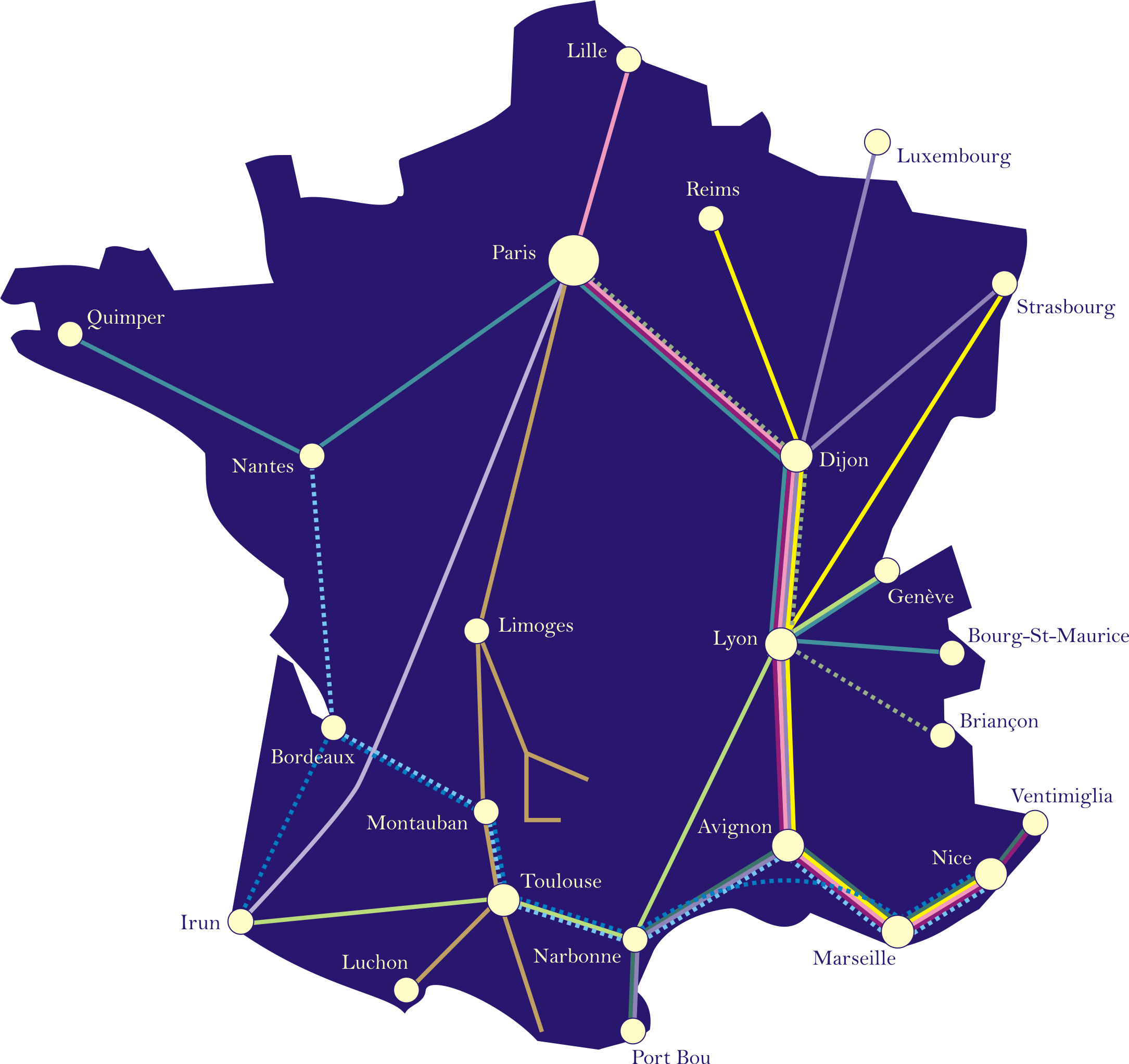
Réseau Lunéa en 2007

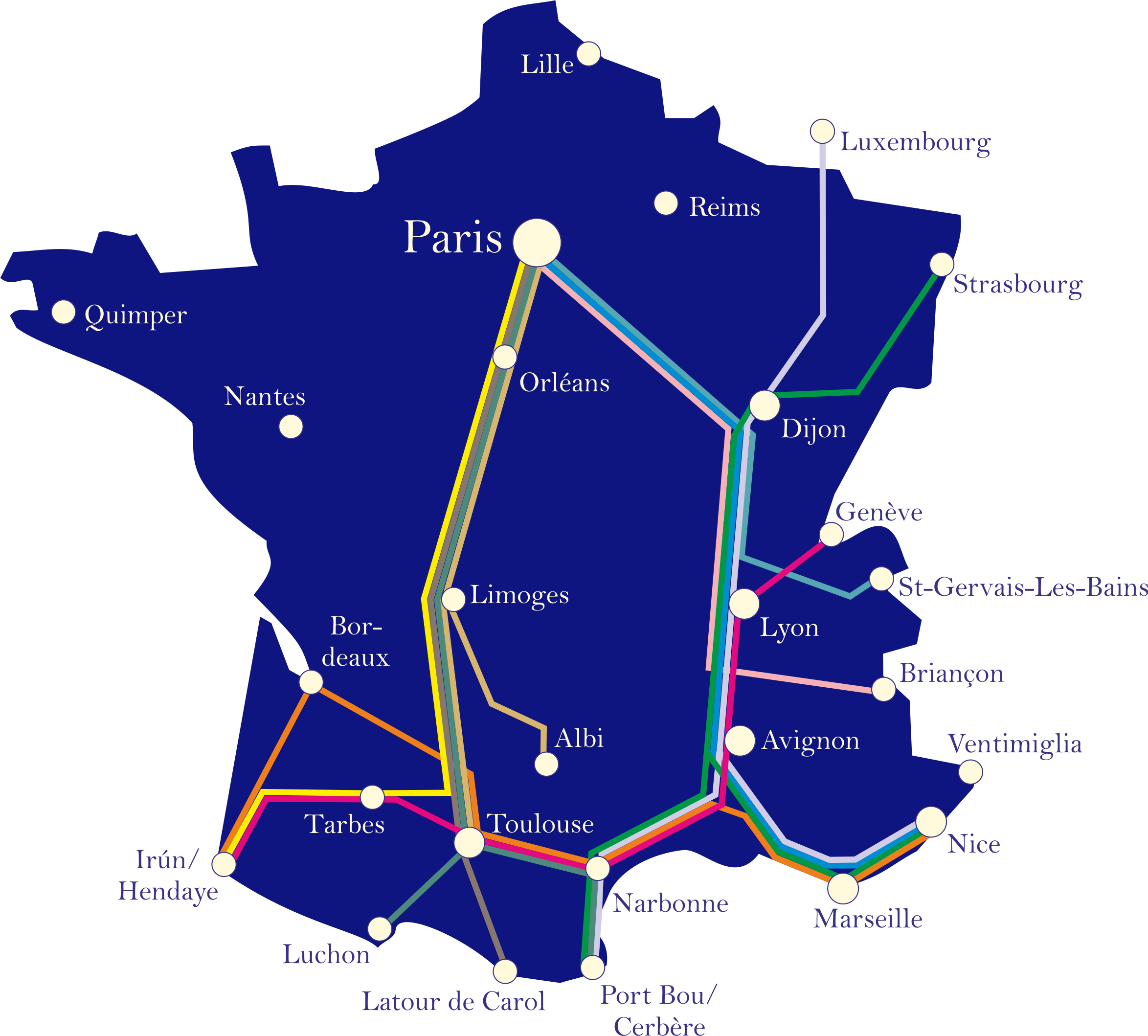
Réseau Lunéa en 2012

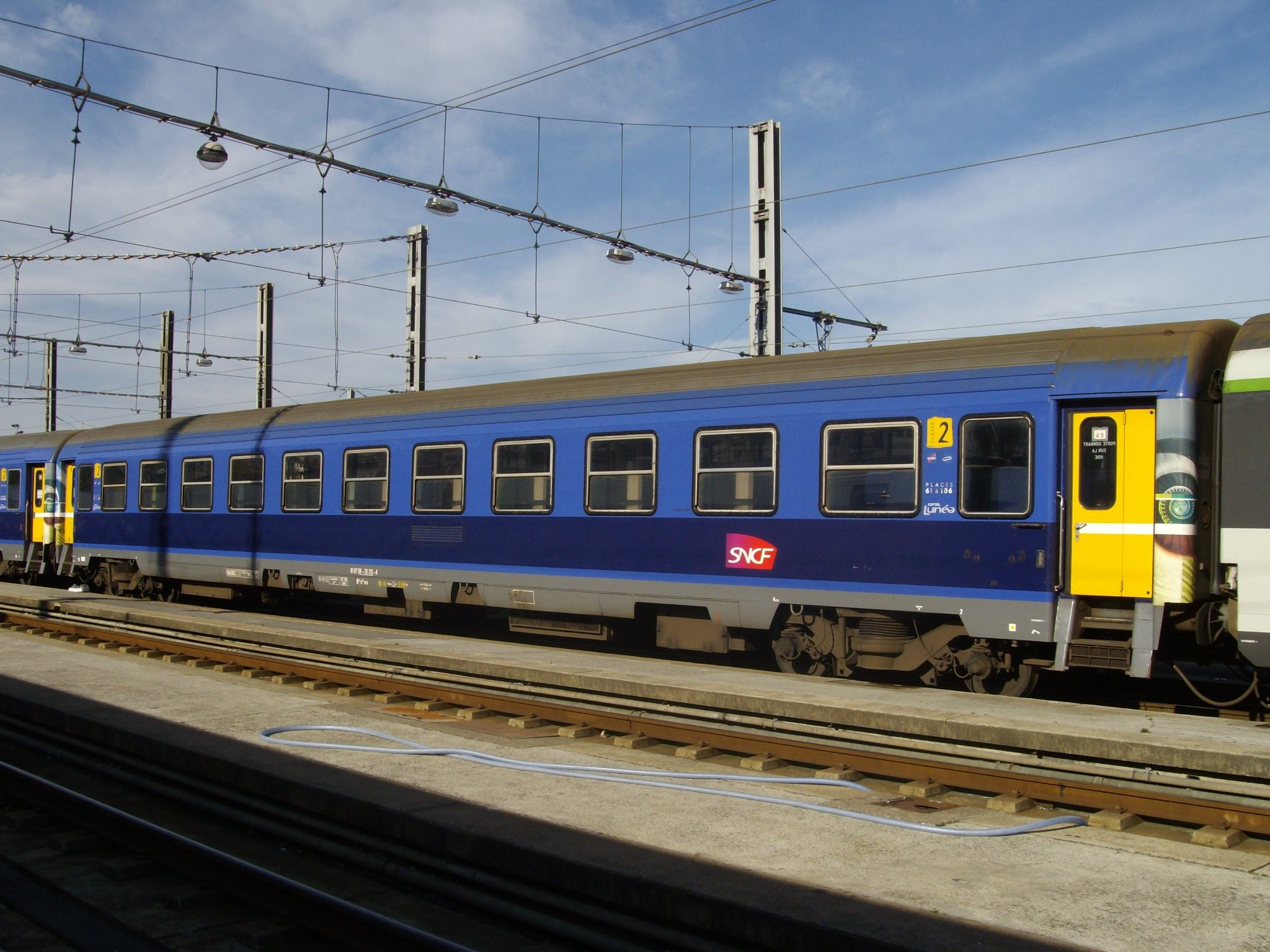
Voiture-couchettes Corail Lunéa en 2008.

Le service de nuit a été relancé sous la marque Corail Lunéa le 9 décembre 2004 par la SNCF, après une présentation le 2 octobre 2004 lors de la Nuit blanche à Paris. Ce service a été accompagné d’un investissement de 5 millions d’euros de 2004 à 2007 pour la modernisation des 257 voitures-couchettes, l'offre de voitures-lits étant progressivement abandonnée.
Les trains de nuit non-Lunéa ont été ensuite supprimés. À titre d’exemple, l’offre sur la ligne côtière Nantes-Bordeaux, qui comportait à l'origine quatre trains de nuit dans les années 1990 vers Lyon, les Alpes, la Méditerranée, a disparu à partir du 12 décembre 2010.
- décembre 2007 : la relation Paris – Villefranche-de-Rouergue – Albi – Carmaux est remplacée par la relation Paris – Rodez – Carmaux – Albi.
- décembre 2008 : suppression de la relation Reims – Nice (Ex « Lorazur » entre Culmont-Chalindrey et Nice)
- 25 juin 2009 : suppression de la relation Lille – Nice (« Flandres-Riviera »)[10].
- 13 décembre 2009 : le train Quimper – Lyon – Bourg-Saint-Maurice/Genève est limité au tronçon Quimper – Lyon.
- 13 décembre 2009 : le train Cerbère – Metz est prolongé jusqu’à Luxembourg.
- 21 mai 2010 : lancement de Téoz Éco, le train-couchettes de jour.
- 12 décembre 2010 : suppression du train Nantes – Nice (Ex « Océan-Riviera »)
- 12 décembre 2010 : suppression du train Quimper – Lyon (Ex « Rhône-Océan »)[11].
- 12 décembre 2010 : le train Paris – Vintimille (Ex « Le Train Bleu ») est limité au tronçon Paris – Nice.
- 13 décembre 2010 : Signature de la convention entre l’État et la SNCF concernant les Trains d’Équilibre du Territoire.
- 11 décembre 2011 : les trains Paris – Dax – Hendaye – Irun et Paris – Dax – Tarbes sont regroupés en un seul train Paris – Tarbes – Dax – Hendaye – Irun via Toulouse et ne circulent plus qu’irrégulièrement, officiellement en raison de travaux. De plus à Hendaye et Irun, du fait de l’arrivée tardive, la correspondance avec le train « Les chemins de Saint-Jacques », de et vers Saint-Jacques-de-Compostelle, Vigo et La Corogne, est rompue.
- Le 2 janvier 2012, la marque Lunéa, abandonnée, est remplacée par Intercités ; les trains de nuit sont désormais dénommés "Intercités de nuit", le service nocturne de trains Corail intérieurs proposé par la SNCF.
- Le 18 novembre 2014 s'arrête le trafic ferroviaire sur la ligne de Montréjeau-Gourdan-Polignan à Luchon, La circulation du train Paris – Luchon est donc arrêtée jusqu'à ce qu'une décision soit prise sur la rénovation ou non de cette ligne.
- Le 13 décembre 2015 un arrêt voyageur est créé à Marseille-Blancarde sur la ligne Paris-Austerlitz - Nice-ville. Les relations Luxembourg - Portbou et Strasbourg - Portbou sont limitées à Luxembourg - Cerbère et Strasbourg - Cerbère
- Le 8 décembre 2017, 10 ans après la disparition du « train bleu » et après 127 ans de trains de nuit de Paris à la Côte d'Azur la relation de nuit de Paris à Nice est interrompue[12].

Ancien logo de Lunéa.

Jusqu'en 2013, Elipsos assurait sous le nom Trenhotel des liaisons en train nocturne entre l'Espagne, la Suisse, l'Italie, et la France. Invoquant un manque de rentabilité, ces services ont été supprimés en 2012 et 2013.
Depuis décembre 2013, Elipsos gère la commercialisation des trains à grande vitesse sous la dénomination commerciale « Renfe-SNCF en Coopération ».
En 2016, la SNCF a commencé la réduction des trains de nuit au profit des autocars de nuit.

### Avenir
Au début de 2018, l’avenir des relations nocturnes est incertain, le matériel actuellement engagé arrivant en fin de vie — aucune nouvelle commande de matériel n’ayant été envisagée — et celui non utilisé étant déjà dirigé vers les chantiers de démolition ou vendu à quelques très rares unités (une voiture-couchettes de 1re classe Corail sert ainsi de dortoir au Chemin de fer de la Baie de Somme). En février 2015, les Chemins de fer russes entament des négociations avec la SNCF pour l'exploitation, via une compagnie privée, de trains de nuit de grand confort sur les lignes nationales françaises à longue distance, la liste de ces relations devant être révélée au cours de 2015.
En mai 2015, une note interne de la SNCF préconise la suppression totale des Intercités de nuit. Selon la SNCF les trains de nuit ne seraient plus compétitifs en raison de la concurrence du covoiturage, des offres aériennes à bas coût et hôtelières ainsi que des petits prix sur les liaisons ferroviaires de jour.
En juin 2015, le rapport « TET d'avenir » commandé par le ministère des transports auprès du député Philippe Duron, concernant l'avenir des Intercités, recommande la suppression de toutes les lignes de nuit excepté les lignes : Paris - Briançon, Paris - Toulouse, Paris - Latour de Carol et Paris - Rodez - Albi. Cependant la ligne Paris - Nice n'est pas évoquée dans ce rapport.
Des élus locaux, tel le député-maire d'Argentière-la-Bessée, Joël Giraud, et des comités d'usagers, particulièrement ceux des territoires enclavés des Hautes-Alpes, des Pyrénées et du Massif Central s'opposent à ces suppressions estimant que la SNCF a dégradé le service par les multiples, interruptions de dessertes, les retards, les ouvertures tardives des réservations et font valoir un taux d'occupation correct des trains restés en circulation. Cette situation est déplorée par la Ministre des transports Élisabeth Borne comme « une casse du service public », pour autant que le président de la SNCF, Guillaume Pepy, en parle déjà au passé.
Les défenseurs du maintien de ces dessertes, comme le collectif Oui au train de nuit, estiment que ce service, convenablement géré et valorisé, serait viable économiquement en s'appuyant sur l'exemple autrichien Nightjet.
Par ailleurs, le Parlement européen réfléchit à la relance des trains de nuit, pour réduire la pollution du transport aérien en Europe.
Le 8 décembre 2020, quatre opérateurs ferroviaires européens signent un partenariat pour la relance des trains de nuit.
En raison de la crise sanitaire de la Covid-19, la relance du train de nuit Paris – Nice, initialement prévue le 16 avril 2021, est reportée au 20 mai suivant. Un nouveau réseau national et international est prévu d'ici 2030, comportant une dizaine de lignes.
En juin 2021, le cofondateur de la plateforme de financement participatif KissKissBankBank, Adrien Aumont, a annoncé le lancement prévu en décembre 2023 d'une compagnie de trains de nuit appelée Midnight Trains. La compagnie a pour objectif de faire circuler des trains de nuit au départ de Paris et à destination de plusieurs métropoles européennes, à l'instar de Porto, Madrid, Barcelone, Florence, Rome, Milan, Venise, Hambourg, Berlin, Copenhague et Edimbourg.
Début 2025, l’État officialise sa volonté de commander du nouveau matériel pour le réseau de trains de nuit français : 180 voitures couchettes et 30 locomotives. Aucune nouvelle liaison n'est envisagé avec cette commande envisagée pour le printemps 2025.

## Par pays

### Allemagne et Autriche
Depuis le 9 décembre 2007, l'ensemble des trains de nuit de la Deutsche Bahn circulent sous la marque CityNightLine qui remplace ainsi les anciens produits DB Nachtzug et UrlaubsExpress.
La compagnie ferroviaire allemande a supprimé en 2016 l’ensemble de ce service CityNightLine déficitaire de 37 millions d’€ en 2014 d’après l'entreprise.
Les chemins de fer autrichiens ÖBB ont repris cette activité en rachetant à bas prix à la DB 42 voitures-lits et 15 voitures-couchettes récentes. Seize trajets sont exploités sous la marque Nightjet en Allemagne, en Autriche, en Suisse, en Italie, en Hongrie, en Croatie, Slovénie et en Pologne au départ de Hambourg, Düsseldorf, Berlin, Munich, Zurich, Rome, Milan, Venise, Budapest, Varsovie, Zagreb. Les premiers prix s’échelonnent de 29 € en place assise à 139 € en compartiment individuel pour Zürich-Hambourg, petit déjeuner compris.
Des services de trains auto-moto-nuit (places-assises, couchettes ou compartiments-lits) sont proposés sur plusieurs relations au départ de l'Allemagne, de l'Autriche, de la Suisse, de l'Italie et de la Croatie. Le transport des vélos est possible sur la plupart des lignes.Après un an d’exploitation, Nightjet a transporté 1 700 000 voyageurs. L'activité qui est bénéficiaire représente un cinquième du chiffre d’affaires grandes lignes d’ÖBB.
ÖBB qui veut la développer va passer commande de 13 nouveaux trains de nuit et transformer des voitures de places assises en couchettes pour un budget de 140 millions d’euros.

### Italie
Le réseau ferré italien est desservi quotidiennement par des trains de nuit exploités par Trenitalia et appelés Intercity Notte. Ces trains offrent quatre niveaux de confort : places assises en voitures voyageurs, couchettes, couchettes avec plus de place et voitures-lits aménagées.

### Russie
Compte tenu des distances, le transport ferroviaire y est très développé et la société des Chemins de fer russes exploite de nombreux trains de nuit. Ceux-ci proposent généralement trois classes : SV (1re classe), avec des compartiments à deux couchettes, coupé (2e classe), avec des compartiments à quatre couchettes, et platskart, avec 54 couchettes par voiture.

### Amérique du Nord
Les compagnies Amtrak aux États-Unis et Via Rail au Canada exploitent des trains de nuit pour les relations à longue distance sur des trajets durant plusieurs jours. Ces trains comportent une voiture-restaurant et proposent une gamme étendue de niveaux de confort, du siège inclinable avec restauration par plateau à la cabine luxueuse avec salle d'eau privée.

### Chine
En Chine, les trains de nuit sont principalement des trains de série Z.
De son nom en chinois (直达 Zhida, d'où le Z), implique techniquement que le train soit sans arrêt ; cependant, la plupart ont quelques arrêts entre les deux terminus.
La majorité proposent des couchettes/sièges mous, tandis que quelques-uns subsistent en sièges durs.
Quatre types de billet peuvent être achetés.
- Les Sièges durs (硬座 Yingzuo) qui sont le tarif de base, avec un confort similaire à la classe économique dans un avion. Sur les trajets les plus chargés, les passagers qui n'ont pas de place attitrée peuvent acheter ce type de billet.
- Les Sièges mous (软座 Ruanzuo) sont un niveau au-dessus des sièges durs. Le confort est celui de la classe business dans les avions.
- Les Couchettes dures (硬卧 Yingwo) sont le confort standard sur les trains de nuit. Malgré ce nom, les couchettes (au nombre de trois par côté de compartiment) sont relativement confortables pour une bonne nuit de sommeil.
- Les Couchettes molles (软卧 Zhuanwo) comprennent un véritable lit (deux par compartiment) dans une cabine fermée. Ces tickets sont réservés la plupart du temps au moins une semaine avant le départ.
- Quelques trains ont un confort encore meilleur, appelé Advanced Cab (高级软卧包厢 ou 高包)

Les tarifs sont différents selon que le train dispose de l'air conditionné ou pas.

## Grands express de nuit
La Compagnie internationale des wagons-lits lança en 1883 le grand express d'Orient entre Paris et Constantinople, qui deviendra le fameux Orient-Express et le Rome-Express entre Calais et Rome, via Paris.
En 1883, la société prend le nom de « Compagnie internationale des wagons-lits et des grands express européens », et adopte le célèbre monogramme aux deux lions. Si le siège est alors à Bruxelles, le centre nerveux de la compagnie est à Paris, ce qui justifie la construction d’un immeuble, au 40, rue de l’Arcade, dans un style flamand à pignons inhabituel à Paris (abandonné par la compagnie, il est toujours visible, avec son horloge typique et un moulage aux lettres W-L de « Wagons-lits », à l'angle de la rue de l’Arcade et de la rue des Mathurins).
L'ambition de Nagelmackers est de créer un réseau international de trains de luxe, évitant les changements aux frontières. C'est un précurseur visionnaire des voyages modernes.

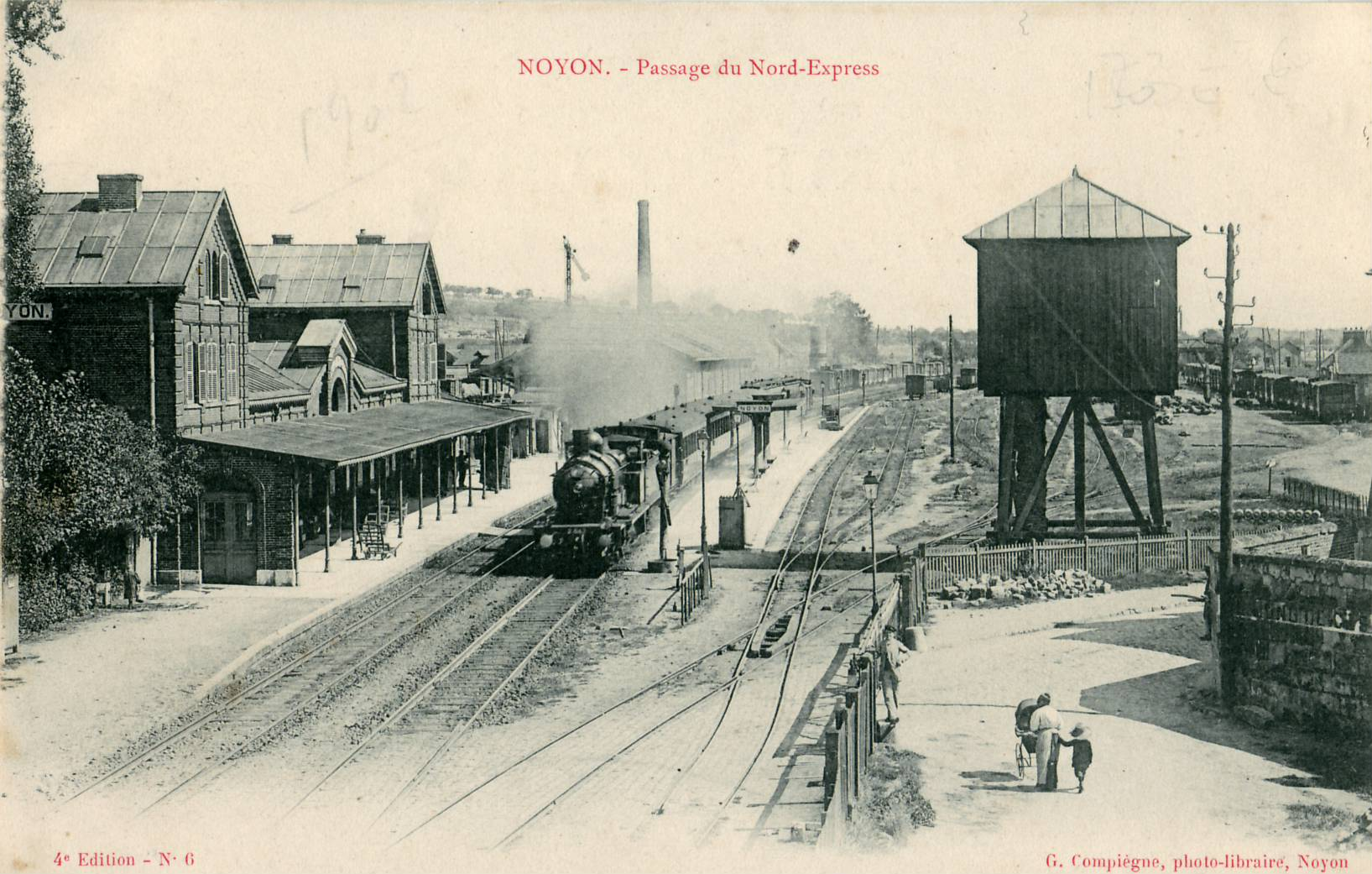
Le Nord-Express passe sans arrêt en gare de Noyon, au début du XXe siècle

Au fil des ans, il lancera le Sud-Express de Paris vers Madrid et Lisbonne, le Nord-Express vers la Scandinavie, la Pologne et la Russie, le Transsibérien de Moscou vers la Chine et le Japon par la Sibérie. Il créera même la première chaîne hôtelière pour ses voyageurs, "Les grands hôtels des Wagons-lits", dont un exemplaire demeure à Paris, sous la forme de la banque HSBC au 103-107, Champs-Élysées (Pour l'anecdote, André Malraux écrira La Condition humaine au "Grand-Hôtel des Wagons-lits" de Pékin). Après la mort du fondateur, son œuvre perdurera.
L'Orient-Express est un train de luxe créé par la Compagnie Internationale des Wagons-Lits (CIWL) qui, depuis 1883, assure la liaison entre Paris, Vienne, ainsi que Venise, à partir de 1919, et Constantinople, desservant plusieurs capitales de nations européennes. Dans les années 1920, avec des artistes-décorateurs comme Prou ou bien René Lalique, le style « Orient-Express » atteignit son apogée. C'est après plusieurs changements d'itinéraire, deux guerres et enfin par l'abaissement continu de son prestige pendant la Guerre froide, que le service quotidien Direct-Orient-Express vers Istanbul et Athènes cessa en 1977, vaincu par la faiblesse de sa vitesse commerciale (à peine 55 km/h vers la fin) due aux interminables arrêts douaniers dans les pays communistes traversés, ainsi qu'à l'état obsolète de leurs réseaux, et malmené par la concurrence grandissante de l'aviation de masse.
Le 8 décembre 1883, quelques mois après L'Orient-Express, la Compagnie des wagons-lits (CIWL) met en service le Calais-Nice-Rome Express pour la liaison entre Paris et Rome . À cause des contrats entre Pullman et la Società per le Ferrovie dell'Alta Italia, CIWL est obligée de faire passer le trajet le long de la Côte d'Azur. Le parcours italien est supprimé en 1884 et le train rebaptisé Calais-Nice Express. Quand la compagnie Pullman se retire d'Italie en 1885, CIWL propose le Rome Express pour le parcours du Tunnel ferroviaire du Mont-Cenis et le Calais - Méditerranée Express pour les touristes britanniques qui désirent visiter la Côte d'Azur.
La fondation de la Compagnie Internationale des Wagons-Lits par le Belge Georges Nagelmackers conduisit à la création de trains de luxe en Europe. Celui-ci voulait créer une ligne de luxe entre Lisbonne et Saint-Pétersbourg, dite Nord-Sud-Express, mais les difficultés de l'entreprise firent aboutir deux projets, celui du Sud-Express de Lisbonne à Paris, et du Nord-Express de Paris à la capitale impériale russe. Paris fut relié par la compagnie à Saint-Pétersbourg via Ostende, le 9 mai 1896. Ce train suivait la ligne Paris-Bruxelles-Cologne-Hanovre-Berlin-Königsberg-Dünaburg-Saint-Pétersbourg.

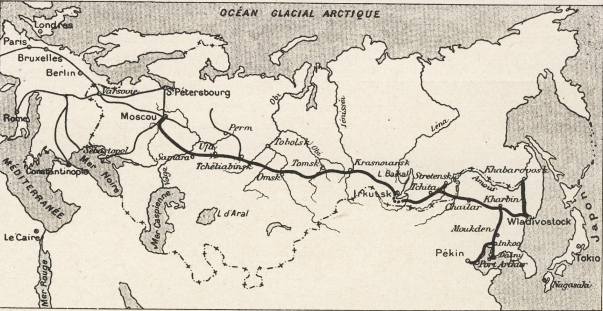
La ligne transsibérienne en 1904

Le Transsibérien (en russe : Транссибирская магистраль, Transsibirskaïa maguistral ou Транссиб, Transsib) est une ligne de chemin de fer de Russie qui relie Moscou à Vladivostok sur 9 288 kilomètres. Elle est souvent confondue avec les trains qui y circulent, qui portent pourtant des noms différents selon les destinations qu'ils desservent. La ligne du Transsibérien traverse plus de 990 gares. De Moscou à Vladivostok, la durée du voyage est d’une semaine. La majorité de la population de la Sibérie se concentre le long du Transsibérien où se trouvent quelques bassins industriels importants, dont le Kouzbass. Le train est parfois le seul moyen pour rallier les villages isolés de Sibérie. Il est surtout le plus économique et le plus fiable.
Le Transsibérien a été voulu dès 1891 par les tsars pour relier les confins de leur empire, l'ouest à l'est.
Le « Rossyia » est le seul à pousser jusqu'au terminus de la voie transsibérienne : Vladivostok. Il ne s'arrête pas à chacune des plus de 990 gares, mais dessert une cinquantaine d'entre elles, parmi les principales. Les habitants de Vladivostok préfèrent souvent voyager sur Aeroflot, dont chaque heure de vol évite une journée de train.
Chantée par les aventuriers et les poètes, cette voie mythique de chemin de fer fait toujours partie de la vie quotidienne des Russes.

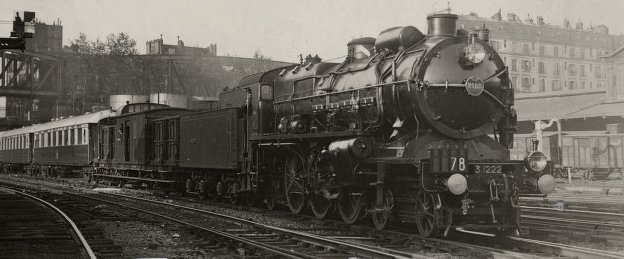
La flèche d'or à Paris.

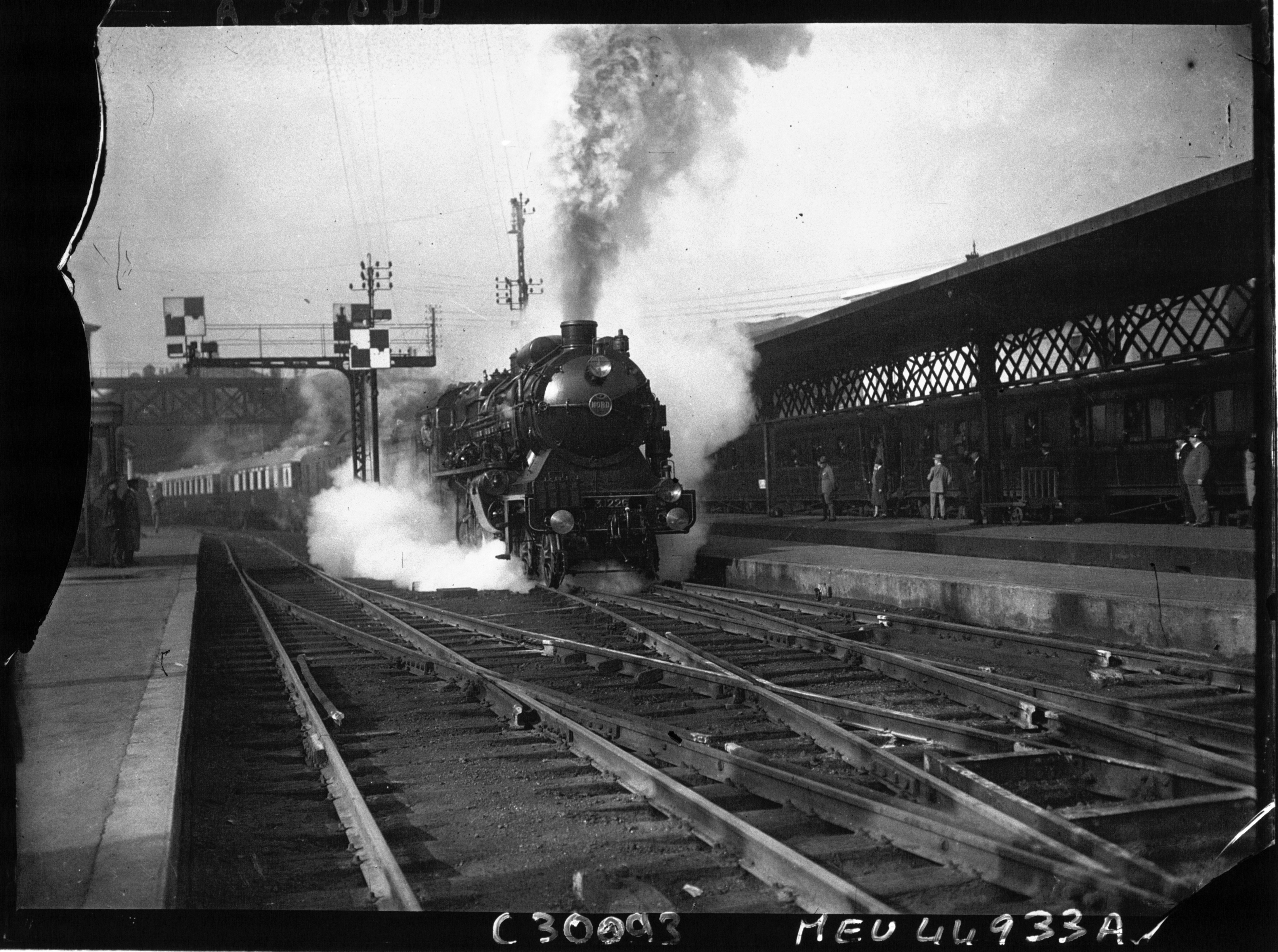
La première flèche d'or au départ de la gare du Nord.

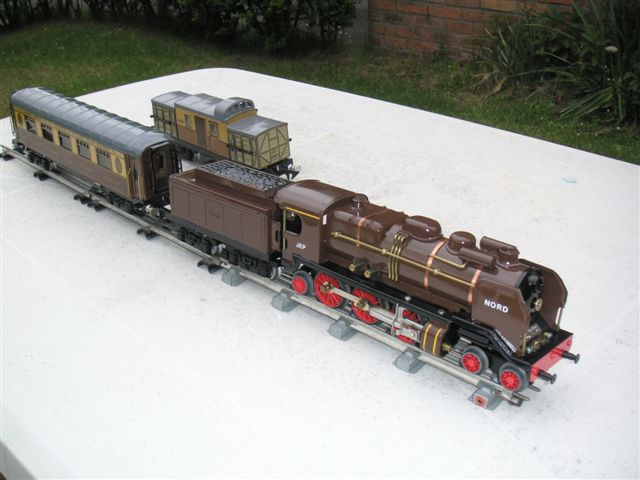
Train légendaire, la Flèche d'or a donné lieu à des miniatures, ici une version d'époque par JeP.

Au début, La Flèche d'Or (dénommé Golden Arrow du côté britannique) était un service « train + bateau » de première classe qui circula entre Paris (Gare du Nord) et Londres (Victoria Station) de 1926 à 1972 (sauf pendant l'Occupation).
Les voyageurs empruntaient le train français de Paris-Gare du Nord à Boulogne ou Calais-Maritime, selon les saisons, puis un vapeur rapide vers Douvres et de là, le train anglais jusqu'à Londres et vice-versa.
Le transport ferroviaire du côté britannique était pris en charge par Southern Railway, tandis que la Compagnie des chemins de fer du Nord assurait le transport côté français. Ces deux partenaires assuraient conjointement la commercialisation du service. Après leurs nationalisations respectives, ces compagnies sont remplacées par British Rail et par la SNCF.
En 1957, lancement du réseau des Trans-Europ-Express (TEE), ces trains de prestige modernes qui relieront entre elles, pendant trente ans, près de deux cents grandes villes européennes, avant l'arrivée du TGV. La Compagnie des wagons-lits est partie prenante dans cette entreprise, assurant le service à bord pour la majorité des trains.
En 1968, la compagnie lance la révolutionnaire voiture-lits T2 qui permet à la clientèle de seconde classe, pour la première fois, de voyager en couple. Le succès sera tel qu'en moins d'une décennie le nombre de voyageurs wagons-lits en France atteindra le million annuel. Ce sera aussi le dernier matériel construit directement par la compagnie.